# Умаров, Гаджи Магомедович
Гаджи Магомедович Умаров (6 мая 1985, Буйнакск, Дагестанская АССР, РСФСР, СССР) — российский тхэквондист, участник Олимпийских игр 2012 года.

## Карьера
В 2011 году Гаджи Умаров стал вторым на всемирном Олимпийском квалификационном отборочном турнире в Баку и заработал первую для мужской сборной России олимпийскую лицензию.  В 2012 году на Олимпийских играх в весовой категории свыше 80 кг в первом же круге он уступил канадцу Франсуа Куломбе-Фортье.